# Ángela Salawa
Ángela Salawa (9 de septiembre de 1881 - 12 de marzo de 1922) fue una mujer polaca que trabajó en hospitales en la Primera Guerra Mundial. Era la undécima hija y vivió en una familia muy religiosa. Se hizo miembro de la Orden Franciscana Seglar y trabajó en diferentes hospitales durante la Primera Guerra Mundial y, debido a esto, más tarde se contagió y enfermó por trabajar junto a los enfermos y murió en 1922.
El Papa Juan Pablo II la beatificó en 1991.

## Biografía
Ángela Salawa procedía del pueblo de Siepraw, cerca de Cracovia, Polonia. Nació en 1881, hija de Bartłomiej Salawa y Ewa Bochenek. En su familia había doce hijos, siendo Salawa el undécimo. Su padre, Bartłomiej, era herrero. Salawa fue bautizada cuatro días después de su nacimiento. La familia era pobre, y como era débil y enfermiza, Salawa no podía ayudar en las tareas tanto como sus hermanos más robustos físicamente. Era una niña obediente que se esforzaba por ayudar a su familia. Desde muy joven sintió la llamada de Jesucristo en su corazón.
A los 16 años, Salawa dejó su casa para trabajar como criada en Cracovia. Allí se dedicó a actividades mundanas y su fervor religioso disminuyó. Le afectó mucho la muerte de su hermana Teresa, que había pedido a Salawa que reconsiderara sus valores mundanos. Mientras bailaba en un banquete de bodas, Salawa percibió a Cristo de pie cerca, preguntándole cómo podía preferir bailar a seguirle. La experiencia fue un punto de inflexión en su vida. Inmediatamente se dirigió a una iglesia para rezar y se dedicó a adorar a Cristo en el Santísimo Sacramento.
Salawa consideró la posibilidad de una vocación religiosa, pero su débil salud física fue un impedimento. Decidió permanecer en el mundo, haciendo votos privados de pureza y virtud en 1900. Siguió trabajando como criada, pero sufrió por la ruptura entre ella y su familia y por las falsas acusaciones de su empleador.
En 1912, Salawa se hizo miembro de la Orden Franciscana Seglar. Sentía afinidad con Francisco de Asís, que, como la propia Salawa, había roto con su familia.
Cuando estalló la Primera Guerra Mundial en 1914, Salawa permaneció en Cracovia, cuidando a los soldados. Su propia salud se estaba deteriorando, pero nadie se dio cuenta de su sufrimiento. En 1916, su empleador la acusó de robar y perdió su empleo. Se quedó sin casa, dolorida y enferma, pero fue dada de alta del hospital porque parecía estar bien. Finalmente se quedó sola en el mundo, viviendo en una habitación del sótano, abandonada por su familia, amigos y vecinos.
Murió el 12 de marzo de 1922.

## Beatificación

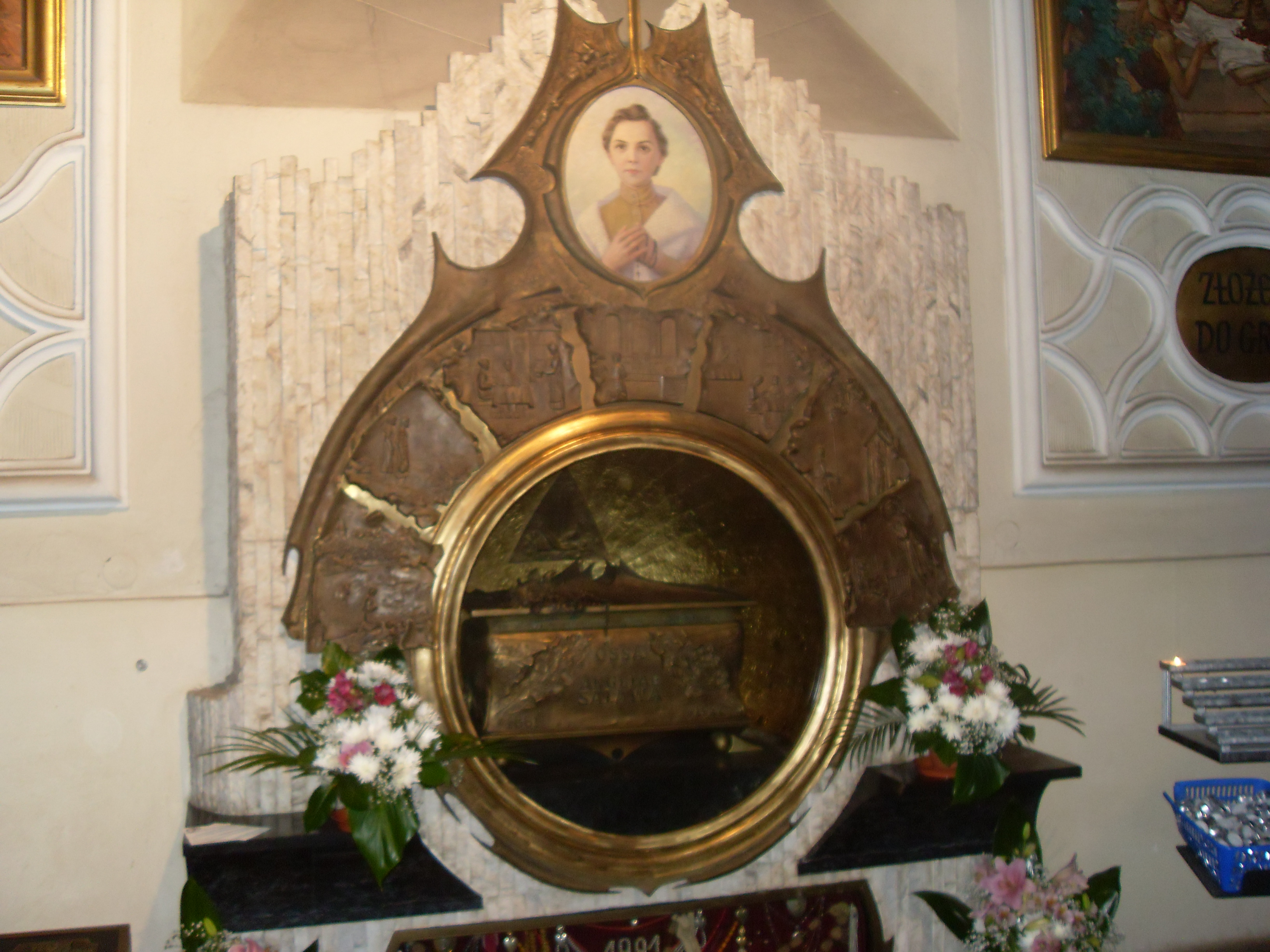
Tumba de Ángela Salawa.

El 30 de marzo de 1981 se introdujo la causa de beatificación que le otorgó el título de Siervo de Dios. La Positio - sobre su vida de virtud heroica - fue remitida a la Congregación para las Causas de los Santos en 1987, lo que dio lugar a la declaración de su virtud heroica por parte del Papa Juan Pablo II el 23 de octubre de 1987. Se le concedió el título de Venerable.
En 1990, en Nowy Targ, en Polonia, un joven sufrió una grave lesión cerebral. Se pidió la intercesión de Ángela Salawa para ayudar al niño, que se recuperó completamente. El hecho fue investigado y posteriormente validado el 12 de abril de 1991. Juan Pablo II aprobó el milagro el 6 de julio de 1991 y la beatificó el 13 de agosto de 1991.